# Naghsh-e-Jahan-Stadion
Naghsh-e-Jahan-Stadion (persisch ورزشگاه نقش جهان Varzeschgah-e Naqsch-e Dschahan) ist ein Multifunktionsstadion in der Provinz Isfahan im Iran. Es wird momentan hauptsächlich als Fußballstadion benutzt. Das Stadion fasst ca. 75.000 Menschen und wurde 2003 als dreistöckige Anlage erbaut. Es ist nach dem Azadi-Stadion das zweitgrößte Stadion im Iran.
Offiziell eröffnet wurde es vom damaligen ersten Vizepräsidenten Mohammad Reza Aref anlässlich des Jahrestages der islamischen Revolution (11. Februar 1979).
Im Naghsh-e-Jahan-Stadion fanden bis 2007 und seit dem Umbau ab 2013 die Heimspiele des Sepahan Isfahan statt, der in der ersten iranischen Fußballliga spielt.
Ab 2007 bis 2013 wurden umfassende Renovierungen vorgenommen, um die Kapazität von 45.000 auf 75.000 Besucher zu erweitern. Im Juni 2007 wurden neben allgemeinen Reparaturen neue Sitze eingebaut und ein Großbildschirm angebracht. Die Kosten beliefen sich auf 600 Millionen Rial.